# Gaimardia fitzgeraldii
Gaimardia fitzgeraldii là một loài thực vật có hoa trong họ Centrolepidaceae. Loài này được F.Muell. & Rodw. mô tả khoa học đầu tiên năm 1903.